# Cosmopterix schmidiella
Cosmopterix schmidiella ist ein Schmetterling (Nachtfalter) aus der Familie der Prachtfalter (Cosmopterigidae).

## Merkmale
Die Falter erreichen eine Flügelspannweite von 9 bis 10 Millimeter. Der Kopf ist golden metallisch. Die Fühler sind dunkelbraun und haben einen subapikalen und apikalen Abschnitt mit jeweils etwa 6 weißen Segmenten. Die beiden weißen Abschnitte sind durch etwa 10 dunkelbraune Segmente getrennt. Der Thorax glänzt dunkelbraun und hat eine golden metallische Mittellinie. Die Tegulae sind golden. Die Zeichnung der Vorderflügel ähnelt der von Cosmopterix zieglerella, unterscheidet sich aber durch die nicht unterbrochene, silbrige und leicht violett getönte Saumlinie. Sie ist auf den Fransenschuppen am Apex weiß. Die Hinterflügel sind graubraun.
Bei den Männchen ist das rechte Brachium spatelförmig und gedreht. Distal endet es in einer scharfen Spitze mit subapikalen Zähnen. Es ist etwa dreimal so lang wie das linke Brachium. Die Valven sind an der Basis schmal und gerundet. Der obere Rand ist distal stark konkav, der untere Rand ist nur leicht konkav. Der Caudalrand ist stark konvex. Die Valvellae sind nahe der Basis schmal, in der Mitte gekrümmt und haben einen flachen Höcker am oberen Rand. Sie verjüngen sich apikal und haben einen abgerundeten Apex. Der Aedeagus ist flaschenförmig, der hintere Teil flanschförmig.
Bei den Weibchen hat der hintere Rand des 7. Sternits in der Mitte eine Vorwölbung. Das 8. Segment ist ungefähr doppelt so breit wie lang. Das Ostium ist rechteckig mit abgerundeten Ecken und halbrund sklerotisierten Kanten. Das Sterigma ist länglich oval und hat einen breiten Mittelkamm. Der Ductus bursae ist etwas kürzer als das Corpus bursae. Das Corpus bursae ist ringförmig gerunzelt und mit zwei gleich großen sichelförmigen Signa versehen.

### Ähnliche Arten
Cosmopterix schmidiella unterscheidet sich von der ähnlichen Art Cosmopterix orichalcea durch den einzelnen, weißen, subapikalen Fühlerabschnitt und die golden glänzende, schräg nach außen verlaufende Binde an der Vorderflügelbasis.

## Verbreitung
Cosmopterix schmidiella ist in Mittel- und Südwesteuropa beheimatet. In England ist die Art ausgestorben. Im Osten reicht das Verbreitungsgebiet bis in den Norden des Iran. In der Mongolei, in Korea und in Japan wird die Nominatform durch die Unterart Cosmopterix schmidiella mongoliella vertreten.

## Biologie
Die Raupen entwickeln sich an Zaun-Wicke (Vicia sepium), Erbsen-Wicke (Vicia pisiformis), Berg-Platterbse (Lathyrus linifolius), Schwärzender Platterbse (Lathyrus niger) und Frühlings-Platterbse (Lathyrus vernus). Sie leben zwischen August und September in einer großen Platzmine an der Blattunterseite. Die Mine nimmt häufig die gesamte Blattfläche ein, das Parenchym wird vollständig gefressen. Ruhende Larven liegen in einem Gespinst unter der Mittelrippe des Blattes und sind nur schwer zu beobachten. Mehrere Larven können sich auf einer Pflanze entwickeln. Die Raupen überwintern in einem länglichen, halb durchsichtigen weißen Kokon. Sie verpuppen sich im Mai. Die Falter fliegen von Ende Mai bis Mitte Juni, nach einer anderen Quelle von Juni bis Juli.

## Systematik
Es sind zwei Unterarten bekannt:
- Cosmopterix schmidiella schmidiella Frey, 1856
- Cosmopterix schmidiella mongoliella Sinev, 1980